# Metapachylus
Metapachylus is een geslacht van hooiwagens uit de familie Zalmoxioidae.
De wetenschappelijke naam Metapachylus is voor het eerst geldig gepubliceerd door F.O.Pickard-Cambridge in 1905. 

## Soorten
Metapachylus is monotypisch en omvat slechts de volgende soort:
- Metapachylus gracilis